# 납작귀리
납작귀리는 겉겨를 벗기고 쪄서 익힌 귀리를 납작하게 누른 뒤 가볍게 볶아 말린 것이다. 영어권에서는 롤드 오트(영어: rolled oat)라 부른다. 오트밀 종류 가운데 하나이며, 오트밀 포리지를 끓이는 데 쓰이거나 뮈슬리나 그래놀라의 재료로 쓰인다.

## 같이 보기
- 자른귀리
- 납작보리
- 납작쌀